# Samuel Kobia
Samuel Kobia (20 marzo 1947) è un pastore protestante e teologo keniano.
È stato il primo africano ad essere eletto Segretario generale del Consiglio ecumenico delle Chiese. 

## Biografia
Nato a Miathene, un villaggio vicino alla città di Meru, Kobia ha frequentato le scuole nel distretto di Meru. Terminati gli studi scolastici, ha studiato a Limuru al St. Paul's United Theological College, dove ha conseguito la licenza in teologia. Consacrato pastore metodista, ha proseguito gli studi a Chicago al McCormick Theological Seminary, conseguendo il bachelor in Ministero religioso urbano. Avendo sviluppato l'interesse ad approfondire i problemi dell'urbanizzazione e il loro impatto sulle città africane, Kobia ha deciso di studiare urbanistica al Massachusetts Institute of Technology, conseguendo il master nel 1978. Nello stesso anno si è trasferito con la famiglia a Ginevra, assumendo l'incarico di segretario esecutivo della Missione rurale e urbana del Consiglio ecumenico delle Chiese e di segretario del gruppo di lavoro per l'Africa. Nel 1984 è ritornato in Kenya, assumendo l'incarico di direttore dei progetti di sviluppo del Consiglio nazionale delle Chiese del Kenya. Tre anni dopo, è stato nominato segretario generale del Consiglio nazionale delle Chiese del Kenya, incarico che ha mantenuto fino al 1993. Dal 1984 al 1991 ha fatto parte anche della Commissione del Consiglio ecumenico delle Chiese per la lotta contro il razzismo. Nel 1993 ha ricevuto ad honorem il titolo di Doctor of Divinity dal Christian Theological Seminary di Indianapolis. Nello stesso anno si è trasferito nuovamente a Ginevra, assumendo nel Consiglio ecumenico delle Chiese l'incarico di direttore esecutivo dell'Unità III – Giustizia, Pace e Creazione. Nel 2000 ha lavorato per un anno all'Università di Harvard. Tornato al Consiglio ecumenico delle Chiese, ha ricoperto l'incarico di direttore del settore Studio e azione. Nel 2003 ha conseguito il Ph.D in Studi religiosi alla Fairfax University in Louisiana; nello stesso anno è stato nominato rappresentante speciale per l'Africa del Consiglio ecumenico delle Chiese ed è stato eletto Segretario generale del Consiglio ecumenico delle Chiese, incarico che ha ricoperto dal gennaio 2004 al dicembre 2009.
Kobia ha pubblicato alcuni libri e numerosi articoli sull’Africa, la pace e l’ecumenismo.  È spostato e dalla moglie Ruth ha avuto quattro figli, due maschi e due femmine.

## Libri principali
- The origins of squatting and community organization in Nairobi (1978)
- The old and the new NGOs: approaches to development (1985)
- Why you should vote (1992)
- The courage to hope: the roots for a new vision and the calling of the church in Africa (2003)
- Called to the one hope: a new ecumenical epoch (2006)
- Celebrating Life: A Festa da Vida (2007)
- South Sudan: Free at Last (2011)
- Dialogue Matters: The Role of Ecumenical Diplomacy in the Run-up to the Independence of South Sudan (2013)